# Cohors IIII Breucorum
La Cohors IIII Breucorum fue una unidad auxilia de infantería del ejército del Imperio romano del tipo cohors quinquagenaria peditata, cuya existencia está atestiguada desde finales del siglo I hasta mediados del siglo III. 

## Reclutamiento
Esta cohorte fue reclutada por orden de Domiciano en el año 97 de entre los miembros del pueblo de los Breuci, quienes habitaban el valle del río Sava en la provincia romana de Pannonia, concretamente en la zona que desde Adriano entraría a formar parte de la provincia Pannonia Inferior. Su reclutamiento se debió a la necesidad de reforzar la guarnición de la provincia de Britania, de la que se habían sacado unidades veteranas de las operaciones de Agrícola con destino al limes del Danubio para la guerra Dacia de 86 a 89 y para las operaciones posteriores contra marcomanos y sármatas de 92 a 97.
La unidad pudo participar en alguna de estas operaciones, ya que se documenta su presencia a través de un ladrillo con su figlina en la mansio de Solva.

## ElsigloII
La unidad fue enviada a la provincia Britania, de cuya guarnición formó parte durante toda su historia, y así aparece atestiguada en diplomas militares de 122, 127, y 130, todos bajo Adriano.
La unidad estaba acuartelada en el fuerte de Slack bajo Trajano, 
en el de Lavatrae en 131-133, desde donde colaboró en la construcción de los fuertes de Isurum Lagentium y Rigodunum.

## ElsigloIIIy el fin de la unidad
En el siglo III, fue trasladada al castelllum de Vindomara (Ebchester, Reino Unido), donde se documentan ladrillos de construcción con su figlina y una inscripción dedicada a Minerva por el soldado actario Julio
Gr(...)no bajo el gobierno de Heliogábalo entre 213 y 222.
No se conservan testimonio posteriores de la unidad, por lo que debió desaparecer a lo largo de la crisis del siglo III-